# Грузија на Светском првенству у атлетици на отвореном 2023.
Грузија је учествовала на 19. Светском првенству у атлетици на отвореном 2023. одржаном у Будимпешти од 19. до 27. августа четрнаести пут. Репрезентацију Грузије представљао је 1 атлетича који се такмичио у трци на 200 метара.,
На овом првенству представник Грузије није освојио ниједну медаљу, нити је остварио неки резултат.

## Учесници
Мушкарци: 
- Mindia Endeladse — 200 м

## Резултати

### Мушкарци
| Атлетичар        | Дисциплина | Лични рекорд | Квалификације | Квалификације | Полуфинале           | Полуфинале           | Финале               | Финале       | Детаљи |
| Атлетичар        | Дисциплина | Лични рекорд | Резултат      | Место         | Резултат             | Место                | Резултат             | Место        | Детаљи |
| ---------------- | ---------- | ------------ | ------------- | ------------- | -------------------- | -------------------- | -------------------- | ------------ | ------ |
| Mindia Endeladse | 200 м      | 20,88 НР     | 21,20         | 7. у гр. 5    | Није се квалификовао | Није се квалификовао | Није се квалификовао | 49 / 54 (57) |        |